# هری مین
هری مین (به آلمانی: Harry Meyen) (زاده ۳۱ اوت ۱۹۲۴ – درگذشته ۱۵ آوریل ۱۹۷۹) بازیگر آلمانی بود.
از فیلم‌هایی که وی در آن‌ها نقش داشته‌است، می‌توان به بر رنگین‌کمان می‌رقصیم اشاره نمود.